# 吳興縣
吳興縣是浙江湖州地區的舊縣名。

## 沿革
- 1949年5月，建立湖州市，民國時期吳興縣變為湖州市與吳興縣兩部分，二者同屬當時的嘉興專區。
- 1981年撤銷吳興縣併入湖州市。

## 人口
按照當時國務院制定的標准，只有2000人以上的非農業人口居多的聚落，才稱為城鎮。是故下表中吳興縣的城鎮，只有縣城、南潯、雙林、埭溪、練市等5個，許多小的市鎮並未統計入內，這五個城鎮被稱為「五大鎮」。按照該項統計，1953年吳興縣的城鎮人口共計38798人，該年吳興全縣總人口為612623人。
| 城鎮別 | 非農業人口 | 農業人口 | 總人口 |
| ------ | ---------- | -------- | ------ |
| 縣城   | 11867      | 83       | 11950  |
| 南潯鎮 | 11730      | 716      | 12446  |
| 雙林鎮 | 7790       | 719      | 8509   |
| 埭溪鎮 | 1988       | 1272     | 3260   |
| 練市鎮 | 2080       | 553      | 2633   |
| 總計   | 35455      | 3343     | 38798  |

## 行政區劃
- 1950年5月，吳興縣烏鎮的9個行政村(其中鎮上4個)劃歸桐鄉縣，與青鎮合並，統稱烏鎮。